# Кунта-Кінте (острів)
Острів Кунта-Кінте (англ. Kunta Kinteh Island), раніше відомий як острів Джеймс (англ. James Island) і острів Св. Андрія (англ. St Andrew's Island) — невеликий укріплений острівець на річці Гамбія, приблизно за 30 км від місця її впадіння в Атлантичний океан. Внесений до списку Світової спадщини ЮНЕСКО.

## Історія

### Відкриття європейцями
Перша європейська згадка про острів датується травнем 1456 р., коли експедиція, споряджена португальським принцом Енріко Мореплавцем на чолі з італійськими дослідниками Альвізе Кадамосто та Антоніотто Узодімаре увійшла в гирло річки Гамбія і піднявшись близько 10 італійських миль (~15 км) вверх по течії пришвартувалася біля якогось острова. Одного з померлих моряків експедиції на ім'я Андреа було поховано на цьому острові, через що острів було названо на честь Св. Андрія. Сьогодні вважається, що островом, якому Кадамосто і Узодімаре дали назву Св. Андрія є інший острів в гирлі Гамбії, а саме сучасний Дог-Айленд, що знаходиться саме за 15 км від впадіння Гамбії в океан. Оскільки обидва острови залишались безлюдними, з часом назва острів Св. Андрія «перекочувала» на сусідній острів, ще на 15 км вище за течією — сучасний острів Кунта-Кінте.
На північному березі річки Гамбія, навпроти острова Святого Андрія, у XV столітті було побудовано португальське поселення Сан-Домінго.

### Курляндський період, 1651—1660

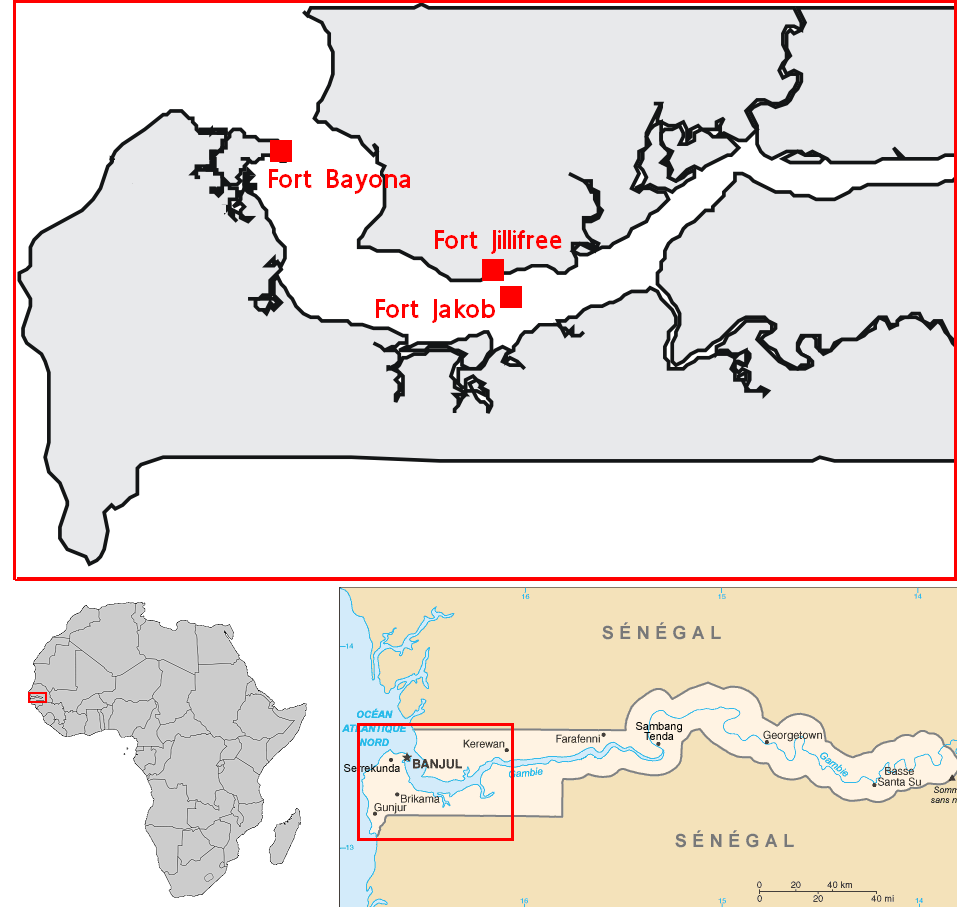

Хоча англійська корона надала острів двом окремим компаніям у 1588 і 1618 роках, перші європейські поселенці на острів прибули з Герцогства Курляндії та Семигалії, васальної держави Речі Посполитої. Курляндський флот шукав місця для колоній не тільки в Новому Світі (острів Тобаго), але і вздовж Західного узбережжя Африки. Герцогство також заснувала два інші колоніальні володіння в цьому районі — на острові Сент-Мері (сучасний Банджул) і форт Джилліфрі.
У 1651 році курляндський корабель Der Walfisch («Кит») стає на якір біля безлюдного острова в гирлі п'ятої за величиною ріки Африки — Гамбія. Острів, який сьогодні називається Кунта-Кінте, був захоплений, а офіційно викуплений у вождя місцевого племені. В цьому ж році поселенці побудували форт, який назвали форт Джейкоб на честь Якоба Кетлера, герцога Курляндського, з метою використовувати його як торгову базу. Курляндський військовий — майор Фок очолював перше поселення і керував будівництвом укріплень на острові Святого Андрія, які були побудовані відповідно до тогочасних правил військової техніки. Основна будівля мала форму прямокутника, а на кожному куті до неї прилягав трикутний бастіон. Однак форт не мав джерел водопостачання і був змушений покладатися на добру волю місцевого короля Барри, щоб продовжувати працювати.

### Англо-французький період, 1661—1779

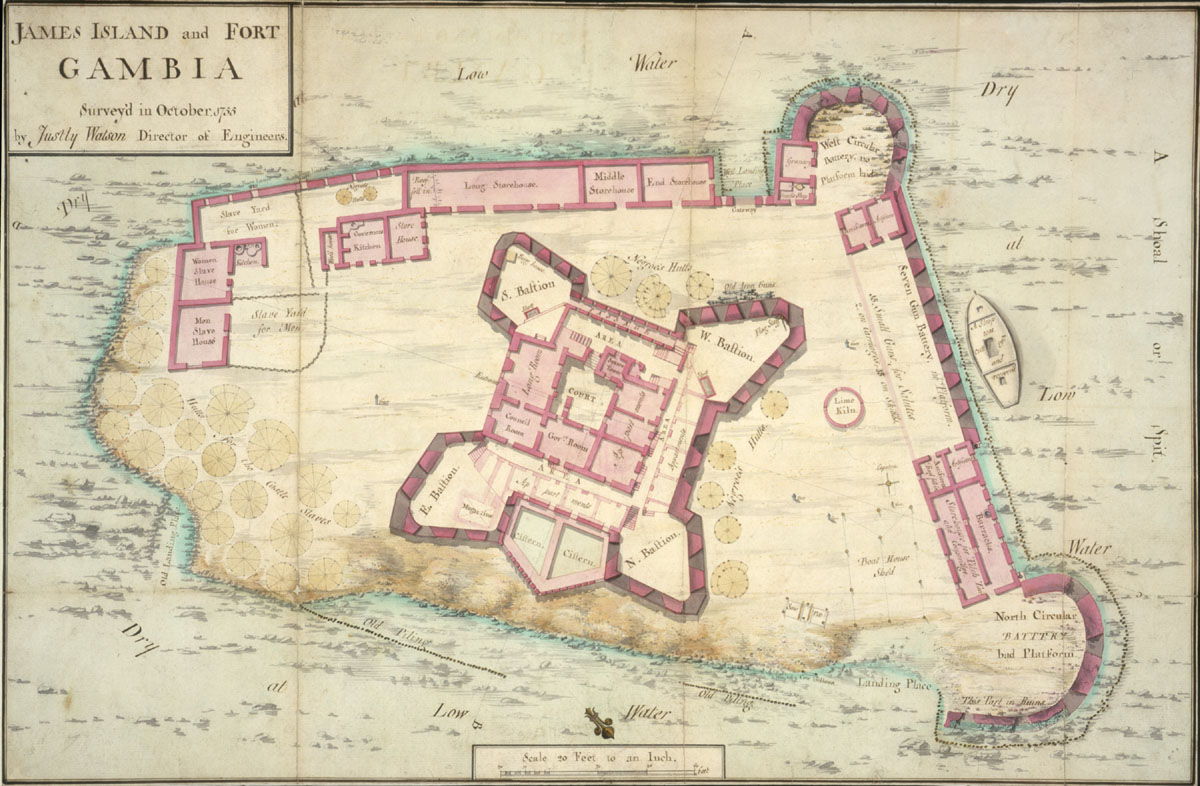
Карта острову Джеймс і форту Гамбія

У 1661 році острів був захоплений англійцями, які дали йому назву Джеймс Айленд, а форту — Джеймс Форт на честь англійського короля Якова II. Управляння островом було передане Королівській африканській компанії, яка використовувала острів як базу для вивозу з Західної Африки золота, слонової кістки і чорних невільників.
У 1695 році форт Джеймс був захоплений Францією. Після цього в англо-французькому протистоянні з залученням піратів форт декілька разів переходив з рук в руки, руйнувався і знову відновлювався. Був остаточно повернутий Англією в 1702 році. Між 1758 і 1779 рр. Гамбія входила до Британської Сенегамбії.
Після ухвалення Британською імперією в 1807 році Закону про скасування работоргівлі, британський уряд став тиснути на інші країни та нації, спонукаючи їх також припинити практику торгівлі рабами. З метою припинити рух кораблів работорговців всередину континенту, англійці спорудили по обидва боки гирла річки Гамбії неподалік від острова Кунта-Кінте два форта — Шестигарматний форт (1816 р.) та Форт Буллен (1826 р.), які сьогодні як один об'єкт з островом Кунта-Кінте включені до списку всесвітньої спадщини ЮНЕСКО. Ці місця разом із самим островом були покинуті британцями в 1870 р.

### Новітня історія
У 2003 році острів Джеймс разом з кількома іншими місцевими укріпленнями колоніального періоду включено до списку Світової спадщини ЮНЕСКО.
У 2011 році президентом Гамбії було прийняте рішення про офіційну зміну назви острова на Кунта Кінте, на честь Кунта Кінте, протагоніста антиколоніального роману «Коріння» (1976 р.) американського письменника Алекса Хейлі.

## Галерея

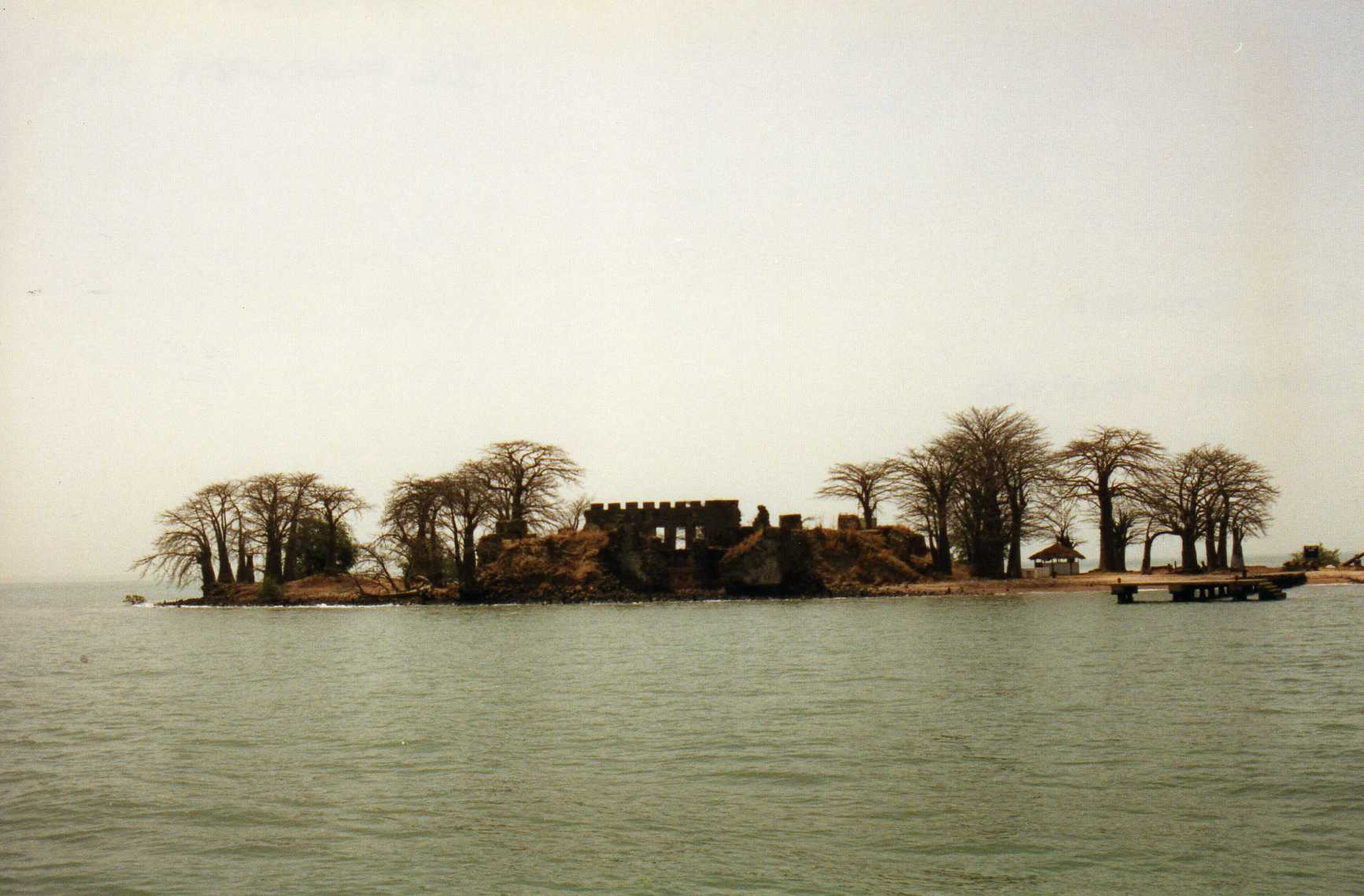
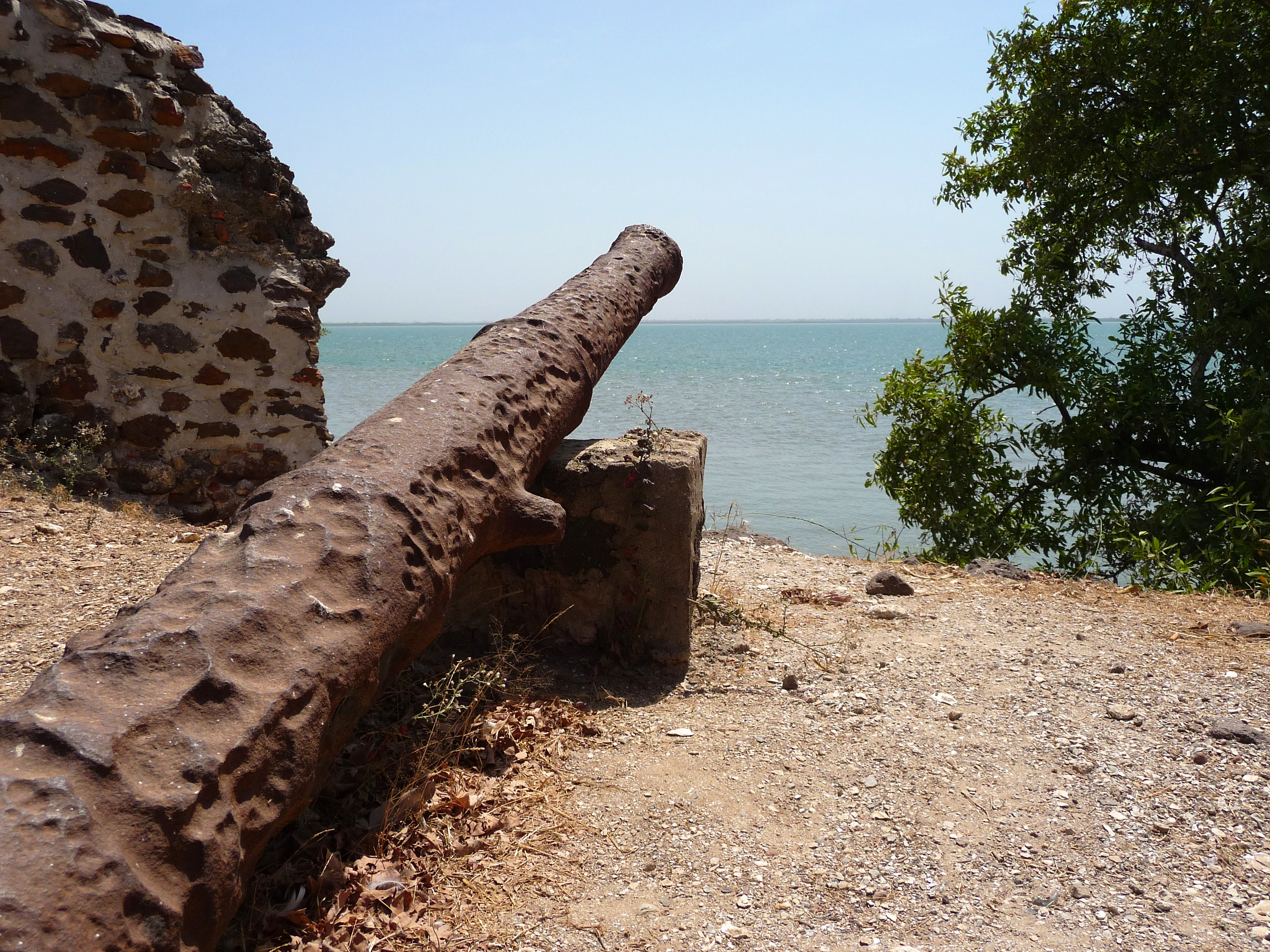
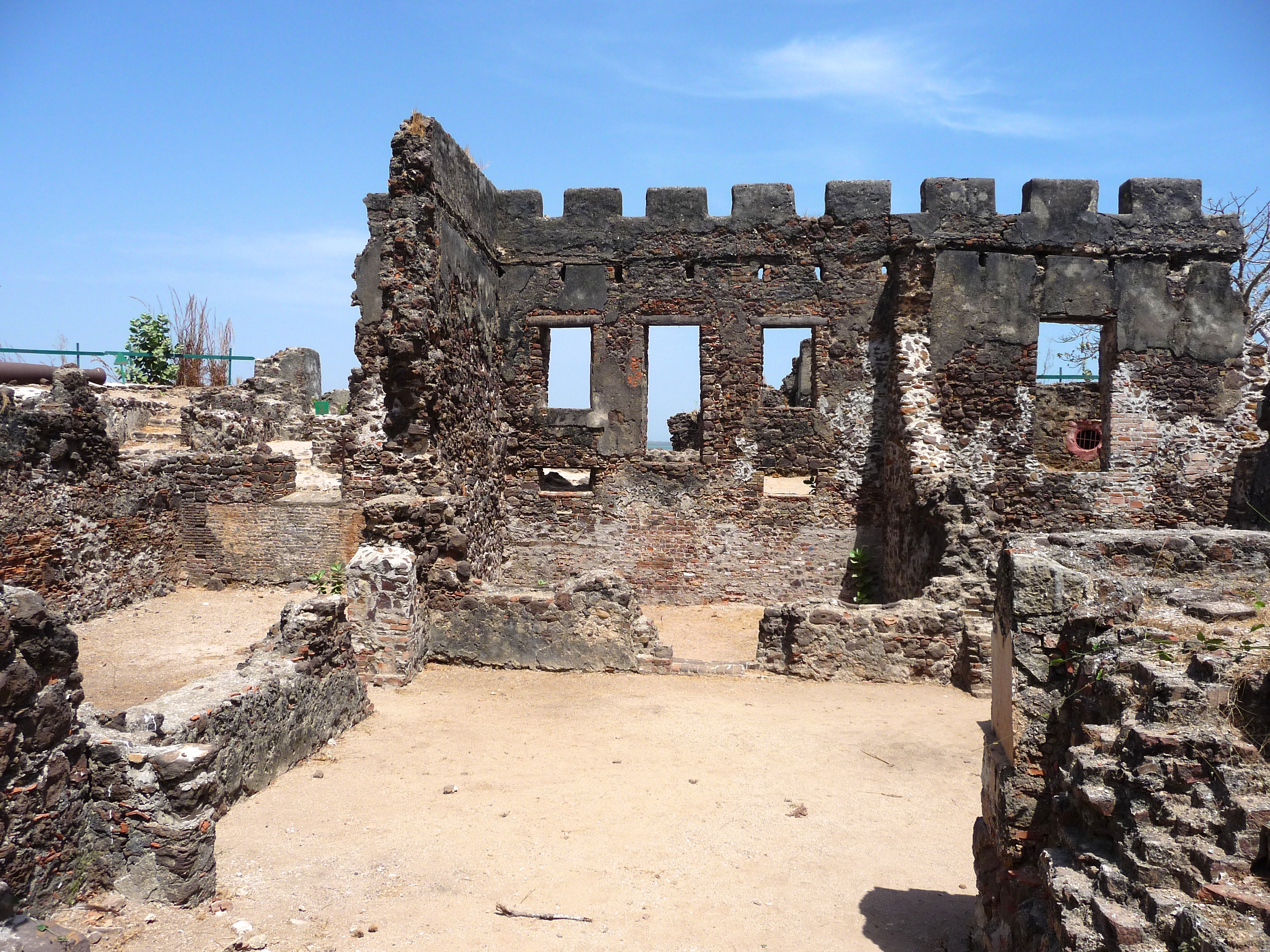
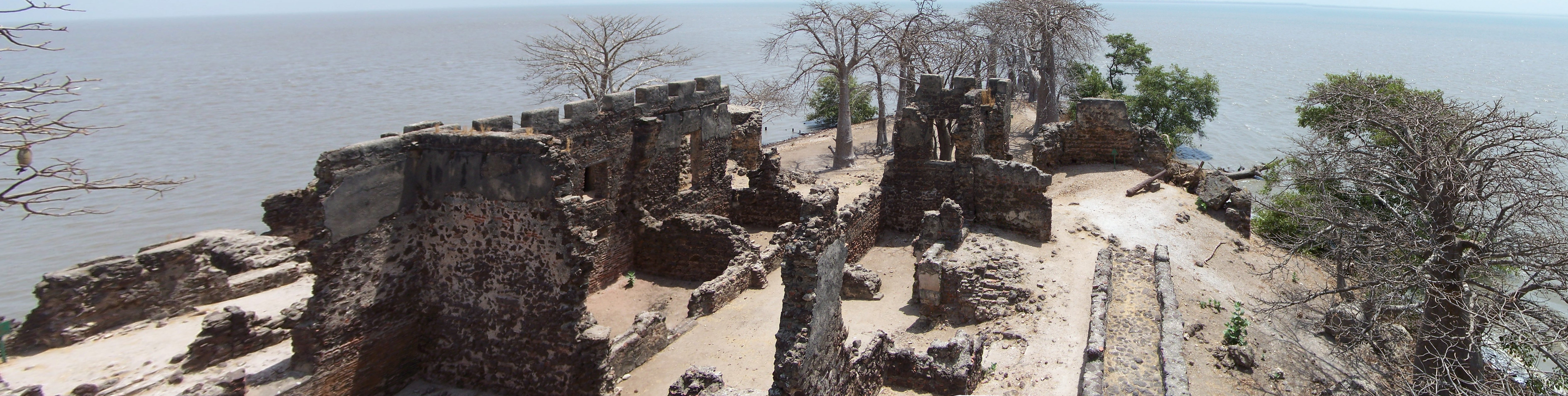
Руїни фортеці
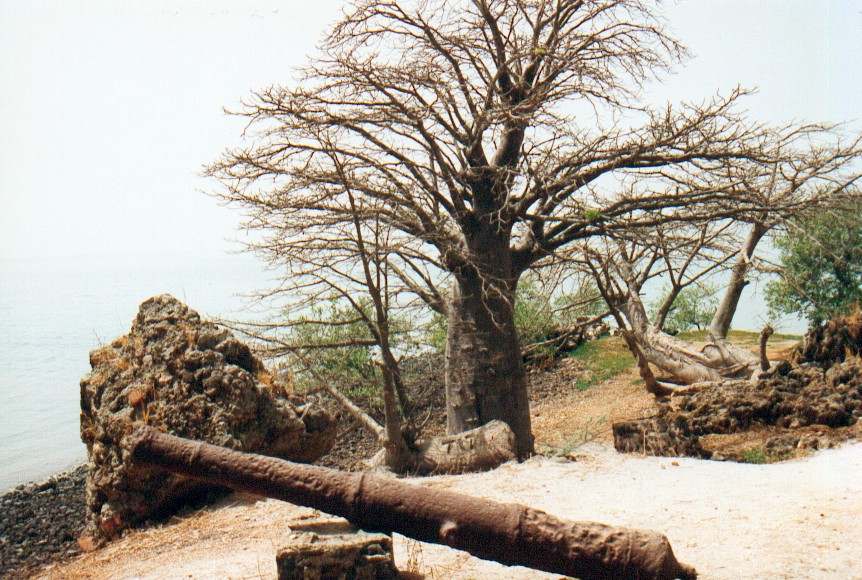